# Medvedivka, Ciîhîrîn
Medvedivka (în ucraineană Медведівка) este localitatea de reședință a comunei Medvedivka din raionul Ciîhîrîn, regiunea Cerkasî, Ucraina.

## Demografie
Componența lingvistică a localității Medvedivka
     Ucraineană (97,5%)
     Rusă (2,29%)
     Alte limbi (0,21%)
Conform recensământului din 2001, majoritatea populației localității Medvedivka era vorbitoare de ucraineană (97,5%), existând în minoritate și vorbitori de rusă (2,29%).